# Forcipomyia lateralis
Forcipomyia lateralis är en tvåvingeart som först beskrevs av Bouche 1834.  Forcipomyia lateralis ingår i släktet Forcipomyia och familjen svidknott. Inga underarter finns listade i Catalogue of Life.